# Sailauf

Gemeindegebiet mit Gemeindeteilen von Sailauf

Sailauf ist eine Gemeinde im unterfränkischen Landkreis Aschaffenburg. Die Gemeinde liegt im Vorspessart nahe Aschaffenburg und zählt zu den ältesten Ansiedlungen dort.

## Geografie

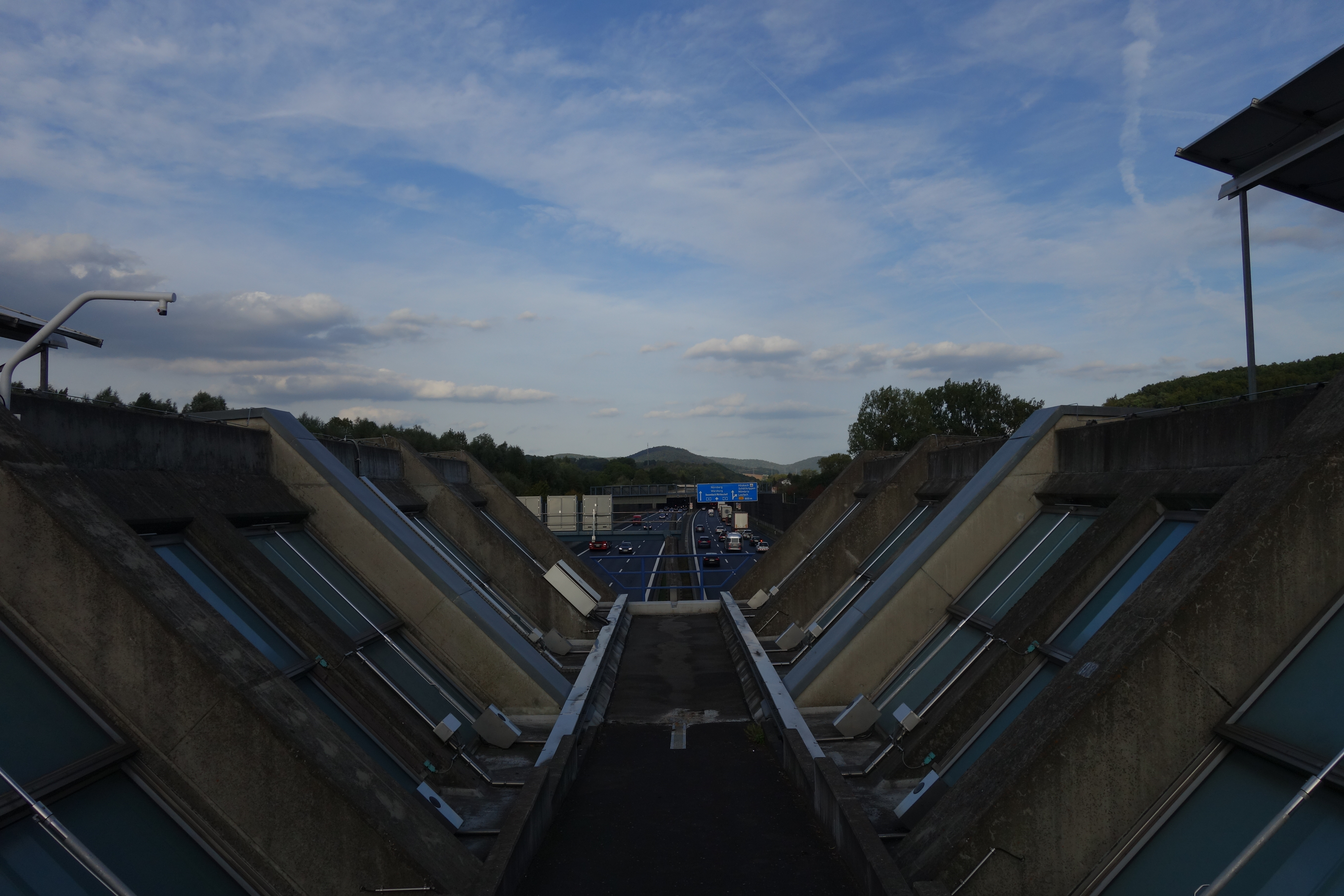
Blick von der Hösbacher Mühlstraße über die Einhausung der A 3 zum Bischlingsberg am Horizont.

Der topographisch höchste Punkt der Gemeinde ist der Gipfel des Bischlingsberges südöstlich von Sailauf mit 375 m ü. NHN (Lage), der niedrigste liegt an der Aschaff südwestlich vom Weiberhof auf 145 m ü. NHN (Lage).

### Gemeindegliederung
Es gibt drei Gemeindeteile (in Klammern sind der Siedlungstyp und die Einwohnerzahl angegeben) auf zwei Gemarkungen:
- Eichenberg (Pfarrdorf, 719)
- Sailauf (Pfarrdorf, 2.877)
  - Weiberhof (Weiler)

Nordöstlich von Sailauf liegen 19 kleine Exklaven des Gemeindegebietes im Bereich der Sailaufbachquelle.
Die früheren Gemeindeteile Obersailauf, Mittelsailauf und Untersailauf sind heute baulich verwachsen und bilden den Gemeindeteil Sailauf.

### Nachbargemeinden
|               | Gemeinde Blankenbach                        | Gemeinde Sommerkahl                     |
| Markt Hösbach | Kompassrose, die auf Nachbargemeinden zeigt | Sailaufer Forst (Gemeindefreies Gebiet) |
|               | Gemeinde Bessenbach                         | Gemeinde Laufach                        |

## Name

### Etymologie
Wovon sich der Name Sailauf tatsächlich ableitet, ist nicht genau bekannt. Es bestehen zwei mögliche Theorien:
- Dem Siedlungsnamen liegt der alte Personenname Sigelouf zugrunde.[5]
- Der Name stammt vom Bach Sailauf ab,[5] der im Gemeindegebiet der Laufach zufließt. Da es diesen Bach gleichen Namens gibt und sich in der Region oft Ortsnamen aus Gewässernamen entwickelten, ist diese Etymologie wahrscheinlicher.

Im lokalen Dialekt wird Sailauf als „Saileff/Sailuff“ bezeichnet und die Sailaufer werden „Saileffer/Sailuffer“ genannt.

### Frühere Schreibweisen
Frühere Schreibweisen des Ortes aus diversen historischen Karten und Urkunden:
| Jahr | Schreibweise |
| ---- | ------------ |
| 1189 | Sigilovf     |
| 1229 | Sigeloufe    |
| 1245 | Sigelof      |
| 1279 | Sygeloufen   |
| 1281 | Sigelofe     |
| 1283 | Sigelowen    |
| 1312 | Sylauf       |
| 1370 | Sylaff       |
| 1489 | Seyloff      |
| 1626 | Seillauff    |
| 1820 | Sailauf      |

## Geschichte
Bereits 1089 war dort die Urkirche des oberen Aschafftales. 1189 findet sich die erste urkundliche Erwähnung des Herrenhofes Sigilovf(e), der seinen Namen wahrscheinlich von dem Bach ableitete, der im Sailauftal fließt. Im Laufe der Jahrhunderte entwickelte sich hieraus der Name Sailauf. Der Herrenhof „Sigilouf“ wurde als Lehen an Gerhard von Kälberau (Gerhardus de Kelberowe) gegeben, der sich in einer Urkunde aus dem Jahr 1229 nach diesem Herrenhof Gerhard von Sailauf („de Sigeloufe“) nennt. Der Name von Sailauf („de Sigeloufe“) ist ein zum Besitz gehörender Name und damit kein Nachname im modernen Sinn, da er lediglich anzeigt, das Gerhard mit dem Herrenhof Sailauf (Sigilouf) belehnt ist. Die Spur der Familie von Kälberau in Sailauf verliert sich im Lauf der Zeit. Möglicherweise wurden Angehörige der Familie in einer der Vorgängerkirchen der St. Vitus-Kirche bestattet, da bei Umbauarbeiten mit Samt ausgekleidete Sarkophage entdeckt wurden, was für eine sozial gehobene Stellung der Bestatteten spricht. Aufgrund der Lage der Sarkophage kann weitgehend ausgeschlossen werden, dass es sich um Geistliche handelt. Im 13. Jahrhundert stand Sailauf vorübergehend unter der Herrschaft der Grafen von Rieneck, welche auf dem nahe gelegenen Gräfenberg die Burg „Landesere“ errichteten. 1265 erbaute der Mainzer Kurfürst Werner von Eppstein das Jagdschloss „castrum vivarium“, welches später in „Weyberhof“ umbenannt wurde. Als 1349 die Pest in Europa wütete, war der Vorspessart beinahe menschenleer. Nach Sailauf kamen später Siedler aus dem Steigerwald. 1552 wurde das Schloss „Weyberhöfe“ im Zweiten Markgraflerkrieg zerstört.
Im Dreißigjährigen Krieg (1618–1648) wurde Sailauf fast vollkommen zerstört. 1789 wurde über Sailauf die Sankt-Vitus-Kirche erbaut, welche vermutlich schon die vierte Kirche an dieser Stelle ist. 1803 endete die Herrschaft des Kurfürsten von Mainz im Vorspessart, und 1814 kamen Aschaffenburg und Umgebung an Bayern.
Am 1. Juli 1862 wurde das Bezirksamt Aschaffenburg gebildet, auf dessen Verwaltungsgebiet Sailauf lag. 1939 wurde wie überall im Deutschen Reich die Bezeichnung Landkreis eingeführt. Sailauf war nun eine der 33 Gemeinden im Altkreis Aschaffenburg. Dieser schloss sich am 1. Juli 1972 mit dem Landkreis Alzenau in Unterfranken zum neuen Landkreis Aschaffenburg zusammen.
Seit dem 1. Juli 1972 gehört der Ort Eichenberg zu Sailauf.

### Einwohnerentwicklung
Im Zeitraum 1988 bis 2018 stieg die Einwohnerzahl von 3261 auf 3622 um 361 Einwohner bzw. um 11,1 %. 2004 hatte die Gemeinde 3791 Einwohner

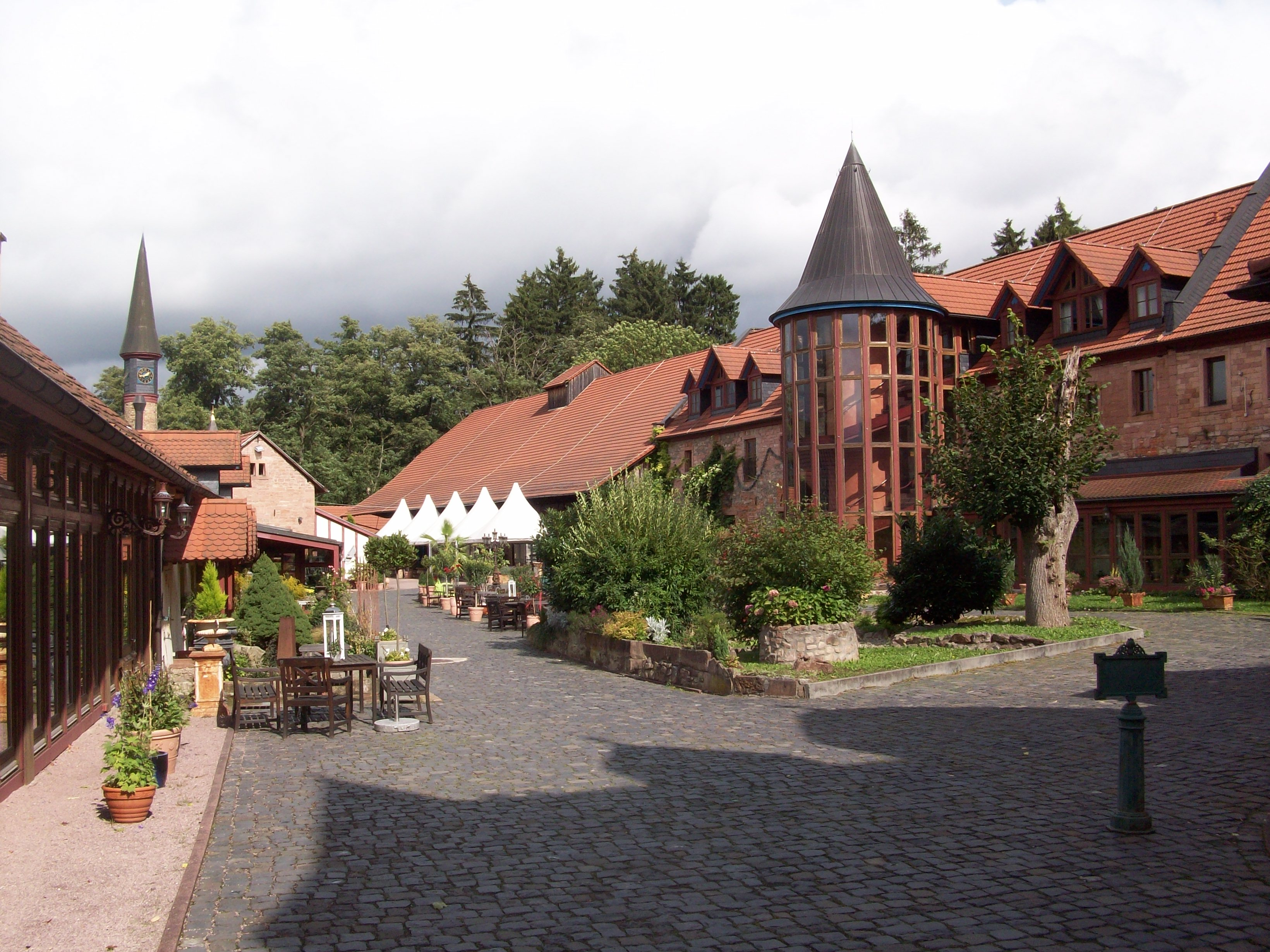
Innenbereich Schloss Weyberhöfe
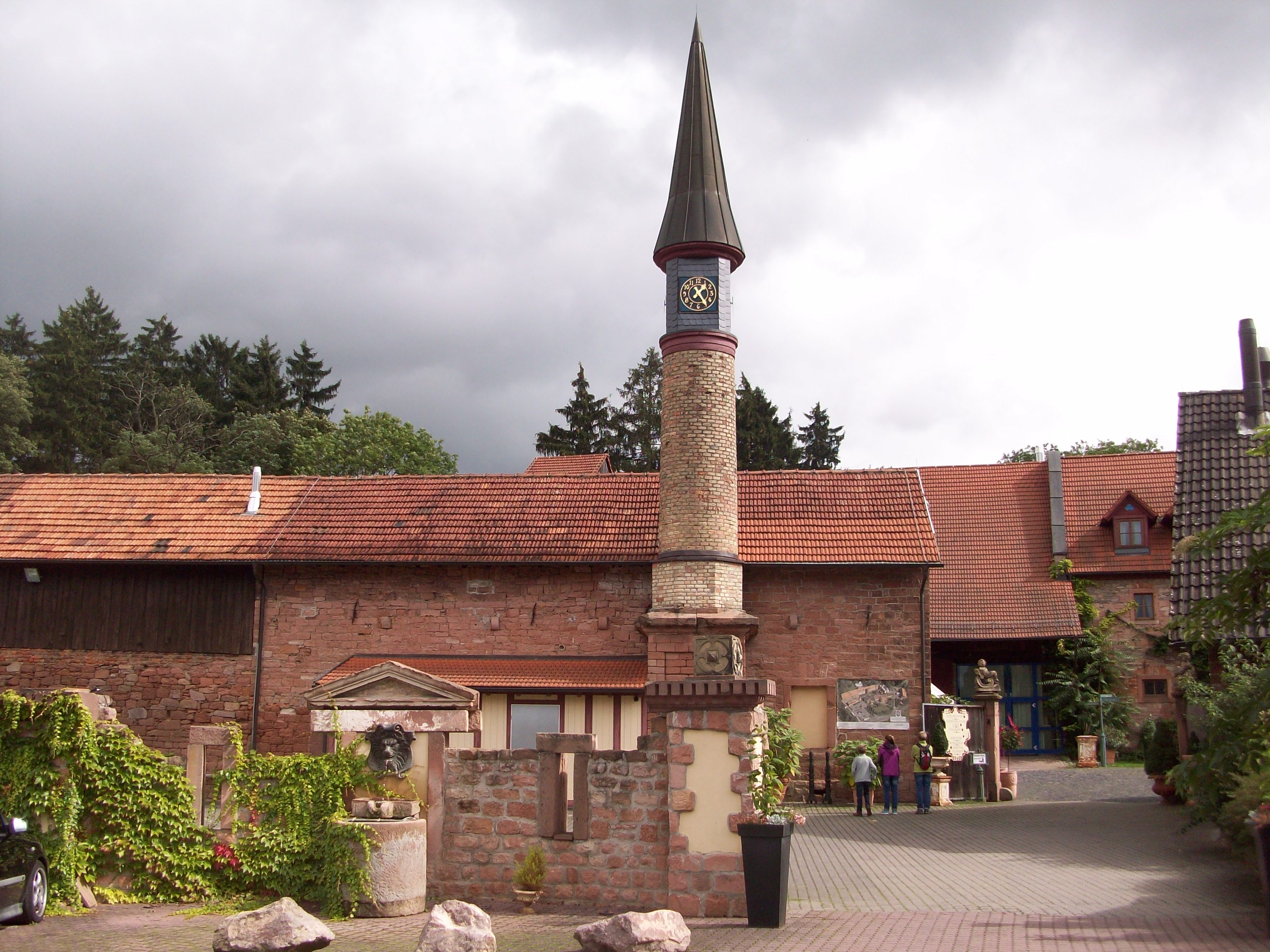
Eingangsbereich des Schlosses
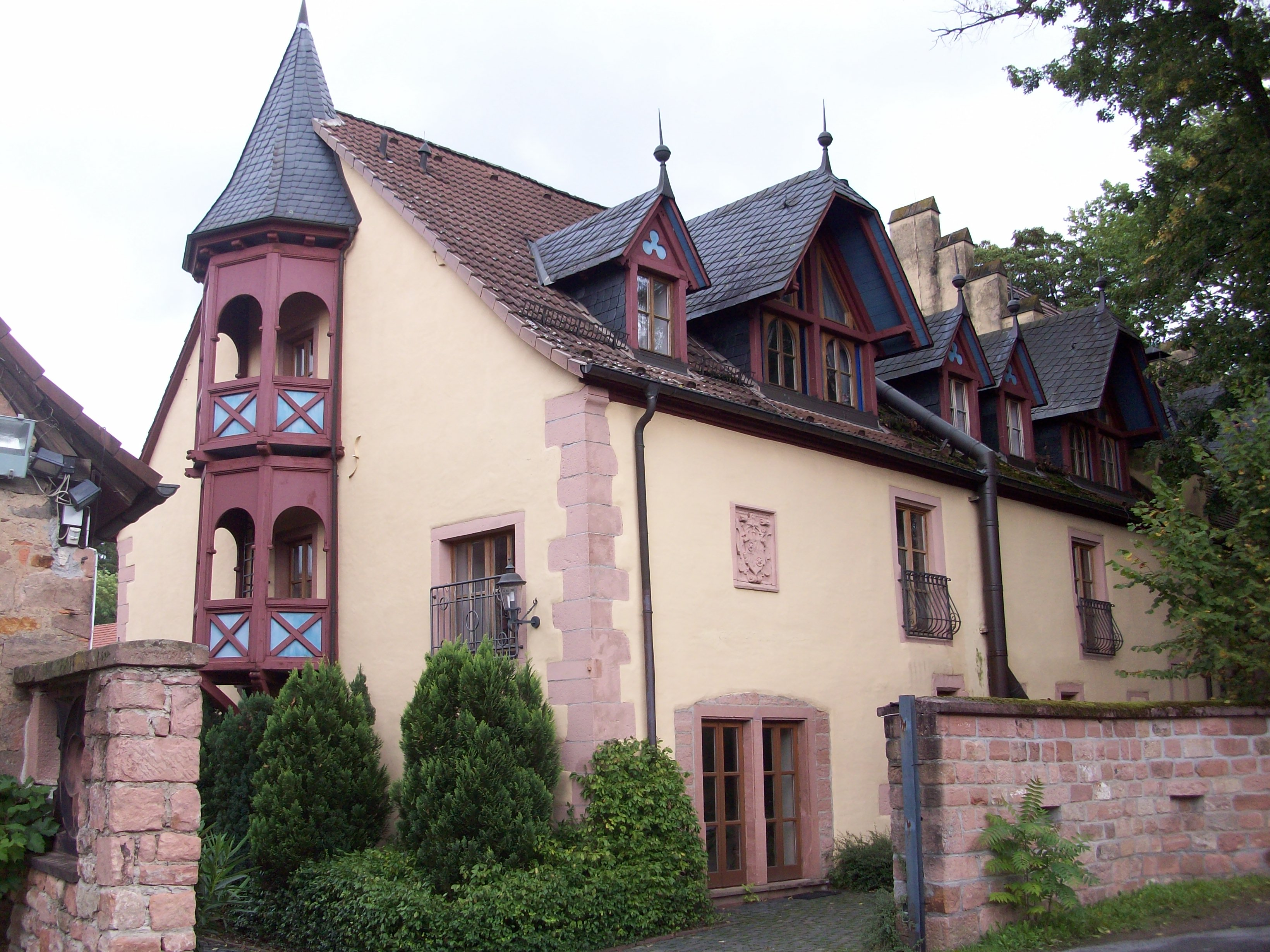
Der markante Südriegel des Schlosses mit Mainzer Wappen

## Politik
- CSU: 6
- SPD: 6
- FWG: 4

### Gemeinderat
Der Gemeinderat hat 16 Mitglieder. Weiteres Mitglied und Vorsitzender des Gemeinderates ist der Erste Bürgermeister. Bei der Kommunalwahl vom 15. März 2020 haben von den 2926 Stimmberechtigten 1843 von ihrem Wahlrecht Gebrauch gemacht, womit die Wahlbeteiligung bei 62,99 % lag.

### Bürgermeister
Bei der Kommunalwahl vom 15. März 2020 wurde Michael Dümig (SPD) mit 85,45 % der Stimmen wieder zum Ersten Bürgermeister gewählt. Er ist seit 1. Mai 2008 im Amt.

### Wappen
| | Blasonierung: „In Silber ein roter Schräglinksbalken, belegt mit einem sechsspeichigen silbernen Rad; oben ein blauer Schräglinkswellenbalken, unten ein schräger grüner Eichenzweig.“ |
| Wappenbegründung: Der blaue Schräglinkswellenbalken steht für die Lage der Gemeinde am Zusammenfluss der Bäche Sailauf und Steinbach. Der grüne Eichenzweig weist auf den an Eichen reichen Spessart hin, in dem die Gemeinde liegt. Seit Mitte des 13. Jahrhunderts bis zum Jahr 1803 gehörte der Ort zum Kurstaat Mainz, worauf im Wappen durch das silberne Rad („Mainzer Rad“) und den roten Schräglinksbalken hingewiesen wird. Die Farben Rot und Silber sind die Farben des Kurstaates. Das Wappen wurde am 21. März 1969 verliehen. | |

## Kultur und Sehenswürdigkeiten

### Sehenswürdigkeiten / Umgebung

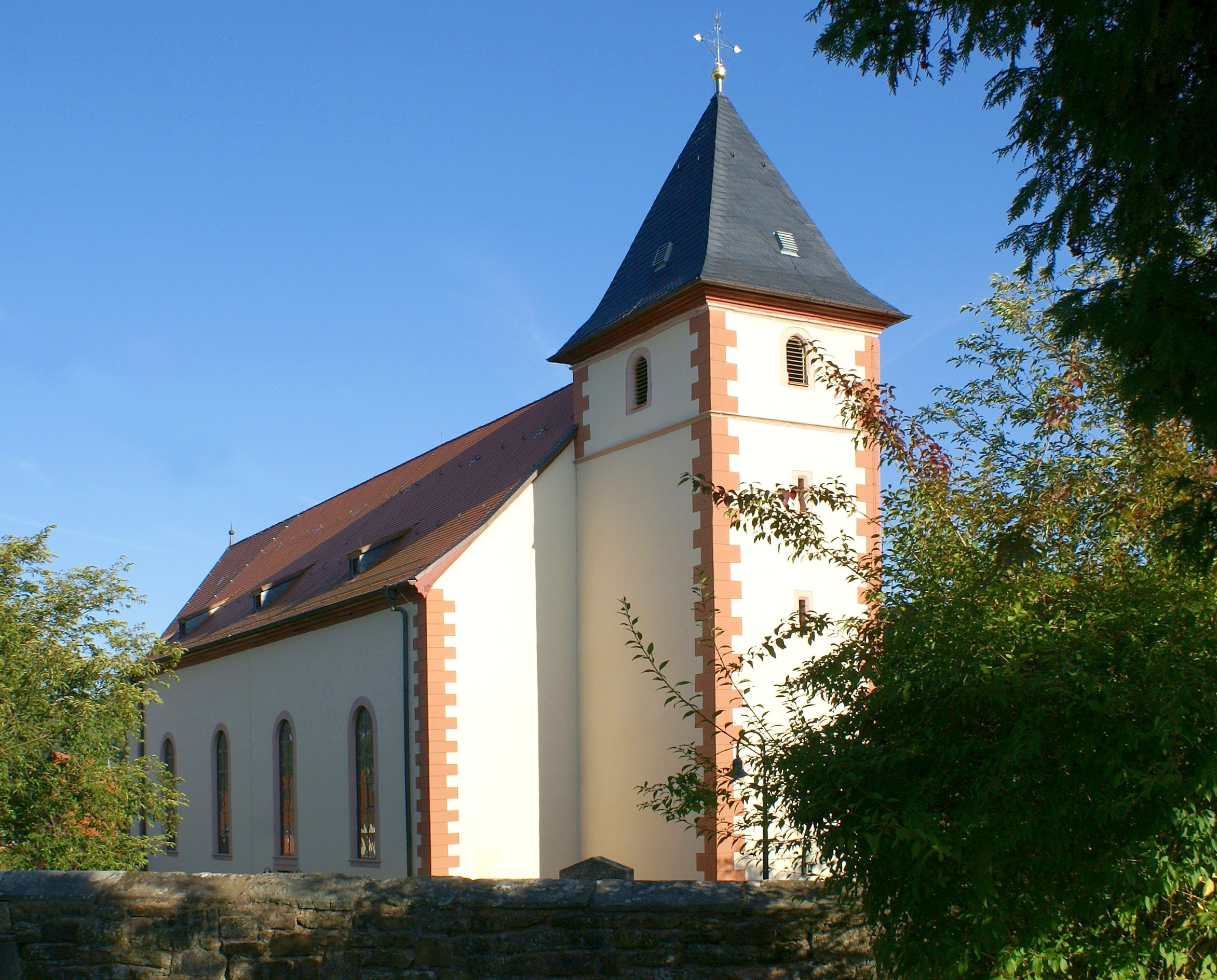
Pfarrkirche St. Vitus in Sailauf

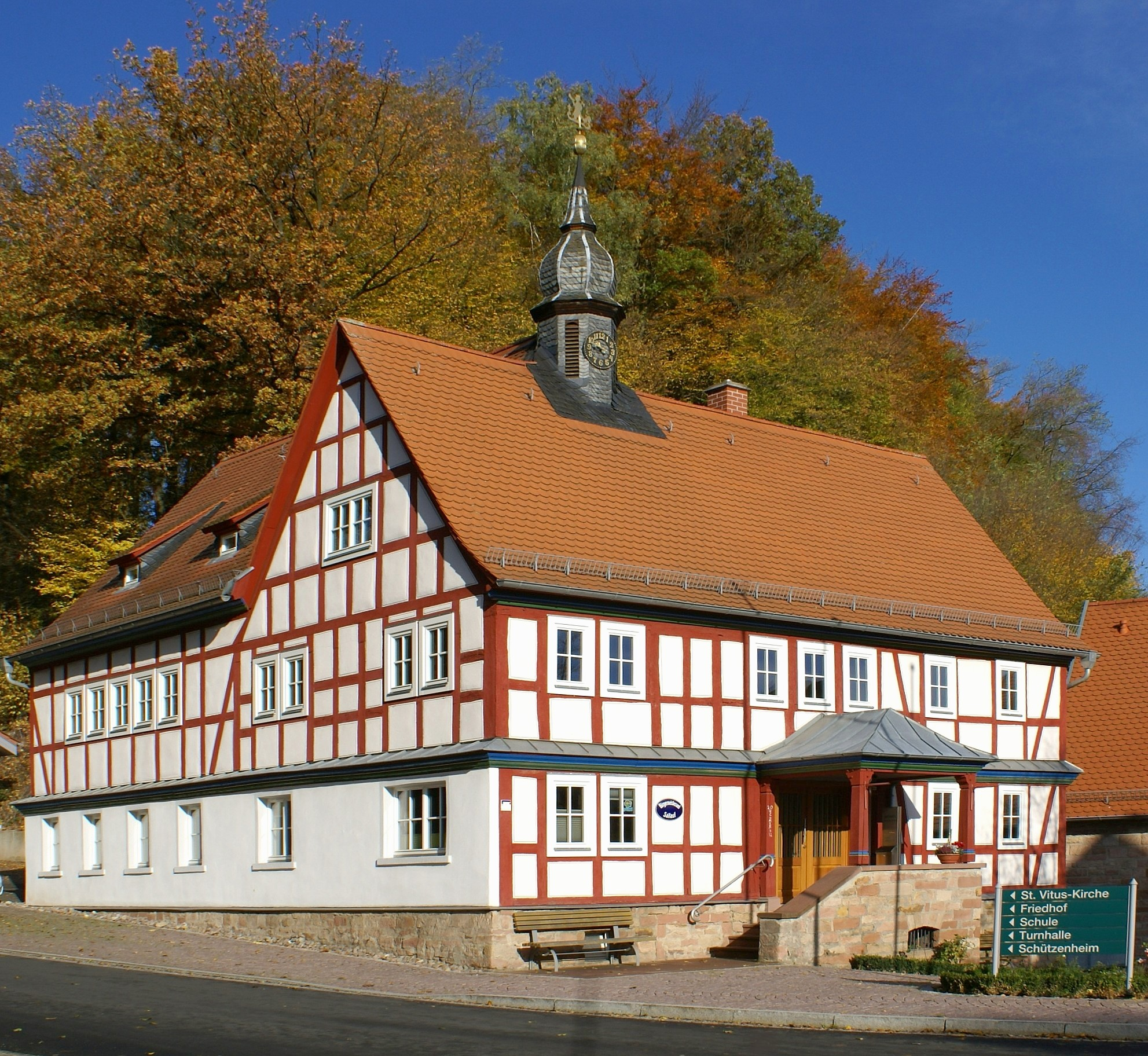
Rathaus in Sailauf

- Die spätbarocke St. Vitus-Kirche (1789) auf einem Hügel geht vermutlich auf drei Vorläuferbauten zurück (s. o.). St. Vitus war Mutterpfarrei für 10 Siedlungen im Umkreis. Vom romanischen Erstbau (11. Jahrhundert) blieben der Turm sowie eine Maskenkonsole unterhalb des Helms erhalten, das so genannte Bleckmaul. An der Südfassade befindet sich eine Kreuzigungsgruppe unterhalb des Außenfreskos einer Schutzmantelmadonna. Die Inneneinrichtung stammt aus dem 18. Jahrhundert.
- Der Friedhof geht im Kern ebenfalls auf die mittelalterliche Anlage zurück. Das barocke Eingangsportal schmücken die Skulpturen des Kirchenpatrons Vitus, der Gottesmutter Maria und des Pestheiligen Sebastian.
- Die Bausubstanz der Unterstadt ist historisch jünger. Das heutige Rathaus in Fachwerk (seit 1938) wurde um 1800 errichtet (ursprünglich Forstmeisterwohnung, Bäckerei und Kolonialwarenhandlung). Der kleine Zwiebelturm mit Turmuhr ist eine Zutat von 1940. Vor dem Rathaus steht ein verwitterter Bildstock mit Pietà.
- Das Schulhaus (Backsteinbau) stammt von 1906.
- Oberhalb der Kirche führen Rad- und Wanderwege zu einem Lehrpfad durch die Streuobstwiesen. Der Sailaufer Pfarrer Bonaventura Ruf war ein aktiver Förderer des lokalen Apfel- und Quittenanbaus, der bis in die 1950er Jahre ein wichtiger Wirtschaftszweig der Gemeinde war. Mit dem globalen Obstimport seit den 1960er Jahren sind die Streuobstflächen sukzessive zurückgegangen. Der Wanderweg führt an den Hofwiesenteichen (Angelweiher), dem Sämenhof (Aussiedlerhof mit Gastwirtschaft) und der Rottenberger Kapelle vorbei und bindet dadurch Rottenberg, Eichenberg, den Sailaufer Forst und den Engländer an.

### Die Hartkoppe
Die Hartkoppe (auch Fuchs Steinbruch genannt) ist ein noch in Betrieb befindlicher Rhyolithsteinbruch nahe der Ortschaft Sailauf und ist heute unter Mineraliensammler ein bekannter Fundort einiger seltener Minerale, darunter Uranylminerale, oder der nach dieser Typlokalität benannte Sailaufit. Auch der Okruschit wurde in diesem Steinbruch erstmals gefunden und beschrieben.

## Soziales

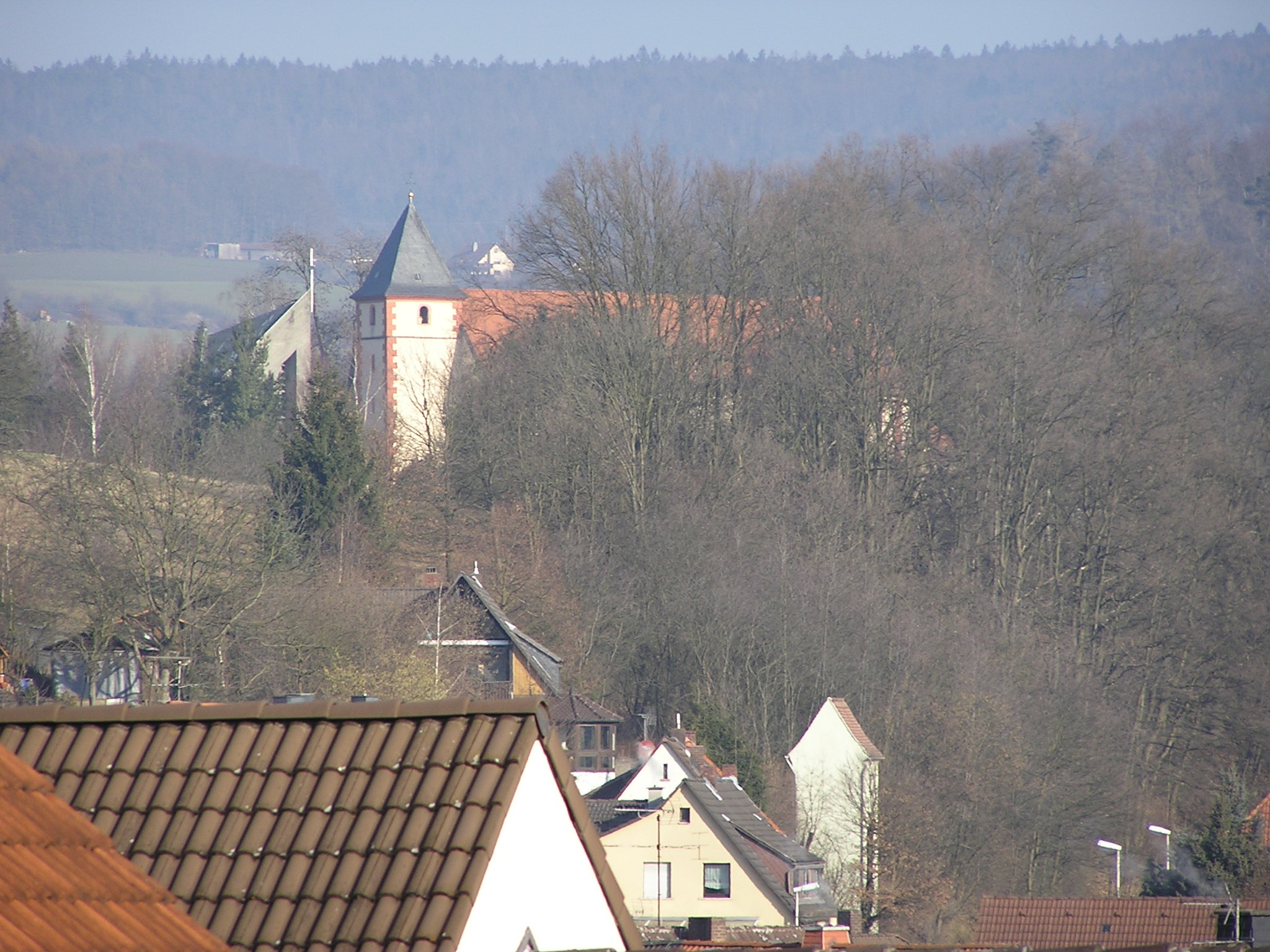
St.-Vitus-Kirche in der Gemeinde Sailauf

Sailauf hat ein vielfältiges Vereinsleben. Überregional bekannt und erfolgreich sind die Juniorinnen und Junioren vom Bayerischen Roten Kreuz. Besonders hervorzuheben sind auch die Leistungen der Sailaufer Turner sowie die überregionale Popularität des Reit- und Fahrvereins Sailauf.
Zwei Besonderheiten Sailaufs war das jährliche Sailaufer Knoblauchfest und das Tsukahara-Festival.
An sozialen Einrichtungen gibt es zwei Kindergärten und eine Grundschule. Die Gemeinde ist dem Verband kommunaler Musikschulen angeschlossen.
Sailauf wurde 2009 überregional bekannt, als die 1971 eingeweihte Auferstehungskirche gegen den Protest der Gläubigen und der Bürger auf Veranlassung der Diözese Würzburg abgerissen wurde. Die Kirche war ein Sichtbetonbau nach einem Entwurf des Architekten Emil Mai. Das Gebäude wurde beim Bayerischen Landesamt für Denkmalpflege als Baudenkmal angesehen. Eine von den Bürgern befürwortete profane Nachnutzung der Kirche wurde von der katholischen Kirche abgelehnt und von der politischen Gemeinde mehrheitlich nicht unterstützt.
2022 hat der Förderverein Sailauf für Heimat und Geschichte dieser abgerissenen Kirche an dem ursprünglichen Standort ein Denkmal gewidmet. 6 Glasmosaiken, geschaffen von Siegfried Richard und eine von Thomas Eisert geschaffenen Gedenktafel mit Ansichtsmotiven der Kirche erinnern an dieses geniale Architekturkunstwerk von Emil Mai.

## Wirtschaft und Infrastruktur

### Verkehr
- Sailauf hat Anbindung an die A 3, B 26
- Durch Sailauf führt die Spessart-Höhenstraße.
- Durch Sailauf führen die Kreisstraßen AB 2, AB 12 und AB 24

### Ansässige Unternehmen
Sailauf ist der europäische Entwicklungsstandort der Sparte Electronic des international agierenden Automobil-Zuliefer-Konzerns Magna International Inc.
Außerdem wird in Sailauf ein von der Familie Wilhelm Staab gegründeter Mineralbrunnen betrieben, der unter dem Namen „Sailaufer Mineralbrunnen“ Getränke auf Mineralwasserbasis anbietet.
Ein bedeutender Arbeitgeber in den 70er/80er Jahren war außerdem eine Niederlassung der Firma ELB-Schliff (Edmund-Lang-Babenhausen).

### Bildungseinrichtungen
Sailauf verfügt über eine eigene Grundschule und drei Kindergärten, wovon zwei in kirchlicher Trägerschaft sind.

## Persönlichkeiten
- Leonhard Sickenberger (1752–1826), deutscher Landwirt und Abgeordneter
- Theodor Bergmann (1850–1931), Unternehmer und Automobilhersteller
- Bernhard Lippert (* 1962), Fußballtrainer
- Ambros Neuburger (1925–2002), Politiker
- Josef Hämel-Köhler (1928–2005), Pfarrer in Sailauf von 1967–2002
- Wilhelm Staab (1909–2003), Gründer des Sailaufer Mineralbrunnens
- Dr. med. Herbert Seth (1921–1973), Dorf-Arzt, bewohnte die Villa Firmbach
- Rudi Hafner (1920 bis 2008), Künstler
- Eveline von Cancrin, geb. Kann, ehemalige Eigentümerin des Guts Weiberhof & deren Tochter Alix, letzte Eigentümerin des Guts vor dem Umbau zum Hotel